# Ю Хао
Ю Хао (нар. 26 квітня, 1992 року, Сюйчжоу, Цзянсу, Китай) — китайський гімнаст, срібний призер Олімпійських ігор 2020 року, бронзовий призер Олімпійських ігор 2016 року, дворазовий чемпіон світу.

#### 2018-2021
Відбір на Олімпійські ігри 2020 у Токіо, Японія, здійснював через серію етапів кубка світу, де після восьми етапів поділив першу сходинку з російським гімнастом Владиславом Поляшовим. За рахунок більшої на 0,067 бала суми за три кращі етапи виграв тайбрейк у гімнаста з Росії, а завдяки кращому середньому місцю на етапах випередив в національному тайбейці співвітчизника Хао Венг, який здобув перемогу у відборі вправи на коні, отримавши особисту олімпійську ліцензію на ігри в Токіо, Японія.

## Результати на турнірах
| Рік  | Змагання                         | КБ | ІБ | Вільні вправи | Кінь | Кільця | Опорний стрибок | Паралельні бруси | Перекладина |
| ---- | -------------------------------- | -- | -- | ------------- | ---- | ------ | --------------- | ---------------- | ----------- |
| 2013 | Чемпіонат світу                  |    |    |               |      |        |                 | 4                |             |
| 2014 | Чемпіонат світу                  | 1  |    |               |      | 3      |                 |                  |             |
| 2015 | Чемпіонат світу                  | 3  |    |               |      | 2      |                 | 1                |             |
| 2016 | Олімпійські ігри                 | 3  |    |               |      | 6      |                 | 8                |             |
| 2018 | Кубок світу. Котбус              |    |    |               |      | 3      |                 | 11               |             |
| 2019 | Кубок світу. Мельбурн            |    |    |               |      | 2      |                 | 1                |             |
| 2019 | Кубок світу. Баку                |    |    |               |      | 7      |                 | 3                |             |
| 2019 | Кубок світу. Котбус              |    |    |               |      | 4      |                 | 2                |             |
| 2020 | Кубок світу. Баку                |    |    |               |      |        |                 | 1                |             |
| 2020 | Чемпіонат Китаю                  | 1  |    |               |      | 3      |                 | 3                |             |
| 2021 | Чемпіонат Китаю                  | 1  |    |               |      | 3      |                 | 2                |             |
| 2021 | Олімпійське випробовування Китаю |    |    |               |      | 2      |                 | 2                |             |
| 2021 | Олімпійські ігри                 |    |    |               |      | 2      |                 | 4                |             |
| 2022 | Чемпіонат світу                  | 1  |    |               |      |        |                 |                  |             |
| 2023 | Чемпіонат світу                  | 2  |    |               |      | 3      |                 |                  |             |